# Dinggye
Dingkye Dzong, Chinees: Dinggyê Xiàn is een arrondissement in de prefectuur Shigatse in de Tibetaanse Autonome Regio, China. In 1999 telde het arrondissement 17.836 inwoners. De gemiddelde jaarlijkse temperatuur is 2 °C en jaarlijks valt er gemiddeld 236,2 mm neerslag.